# ترس مجري
الترس المجريّ هو نوع خاص من الطروج. إنه مستطيل من الأسفل، لكن حافته العلوية اتجهت نحو الأعلى لتشكل منحنى. صممت الحافة العلوية المطولة لحماية الرأس والرقبة من ضربات السيوف. كانت هذه التروس مميزة للخيالة المجرية الخفيفة. خلال القرن السادس عشر، أصبح التصميم شائعاً في معظم أنحاء أوروبا الشرقية، بين الفرسان المسيحيين والمسلمين.